# Abão, o Curvo
Abão, o Curvo (em latim: Abbo Cernuus; c. 858 - 923) foi um monge francês beneditino, padre da Abadia de Saint-Germain-des-Prés, em Paris. Assistiu ao cerco desta cidade pelos normandos ocorrido entre 885-886 e escreveu o seu relato num poema latino muito obscuro: de Bello Parisiace urbis (da guerra de Paris), documento histórico da mais alta importância.